# سیلورادو ریزوت اند اسپا
سیلورادو ریزوت اند اسپا (به انگلیسی: Silverado Resort and Spa) یک منطقهٔ مسکونی در ایالات متحده آمریکا است که در شهرستان ناپا، کالیفرنیا واقع شده‌است. سیلورادو ریزوت اند اسپا ۱٬۰۹۵ نفر جمعیت دارد و ۷۱٫۹۳ متر بالاتر از سطح دریا واقع شده‌است.